# 서흥 (기업)
서흥(瑞興)는 대한민국의 ODM 기업이다. 본사는 충청북도 청주시 흥덕구 오송읍 오송생명로 61에 위치해 있다. 대표이사는 양주환이다.
 하드캡슐부문은 시장점유율 약 95%으로 한국시장 1위이다.

## 역사
1973년 1월 서흥화학공업주식회사로 창업하였다.
1990년 한국거래소에 상장하였다.

## 종속기업
- 밸런스웨이
- 위너웰
- 한국코스모
- SUHEUNG JAPAN CO. LTD.

## 유사기업
- 노바렉스

## 참고 문헌
1. ↑  (주)서흥 창업주 양창갑 명예회장 별세 약업신문 2016-12-27
2. ↑  '매출 부진' 서흥, 글로벌 건기식 시장서 답 찾나 히트뉴스 2023-10-19
3. ↑  서흥그룹 3세 노난 ‘캐시카우’ 다시 곳간 열었다 2025-04-21
4. ↑  김동호, 양주환 서흥 대표이사 회장, 비지니스포스트, 2024-03-12
5. ↑  최홍기, 3세 경영 앞둔 서흥, 꿈틀대는 승계작업, 딜사이트, 2023-09-14
6. ↑  서흥, 2분기 깜짝 실적 발표에 상한가 이어 52주 최고가 주간동아 2025-08-18
7. ↑  2023 지속가능경영보고서 서흥
8. ↑  서흥, 2분기 깜짝 실적에 상승세 전사신문 2025-08-14